# Andrés gierzwaluw
Andrés gierzwaluw (Chaetura  andrei) is een vogel uit de familie Apodidae (gierzwaluwen). De vogel is genoemd naar de Franse natuuronderzoeker Eugène André (1861-1922).

## Verspreiding en leefgebied
Deze monotypische soort komt voor in oostelijk Venezuela.

## Status
De totale populatie wordt geschat op 2.500-10.000 volwassen vogels en aangenomen wordt dat dit aantal achteruit gaat. Op de Rode lijst van de IUCN heeft deze soort de status kwetsbaar.